# La borsa di una donna
La borsa di una donna è un brano musicale interpretato da Noemi e presentato in gara al Festival di Sanremo 2016, dove si è classificato alla 8ª posizione. La canzone è stata pubblicata come singolo il 9 febbraio 2016.
La canzone, scritta da Marco Masini, Marco Adami e Antonio Iammarino, è inserita nel quarto album in studio di Noemi, dal titolo Cuore d'artista, pubblicato nello stesso anno.

## Tracce
Download digitale
Testi e musiche di Marco Masini, Marco Adami e Antonio Iammarino.
1. La borsa di una donna – 3:50

## Video
Il 10 febbraio sul canale Vevo della cantante viene pubblicato il Lyric Video del brano sanremese, mentre il rispettivo video viene pubblicato il 12 febbraio.
Il video ha come protagonista Noemi ed è ripreso per le strade di Roma.

## Classifiche
| Classifica (2016) | Posizione massima |
| ----------------- | ----------------- |
| Italia            | 29                |